# Pleopeltis squalida
Pleopeltis squalida là một loài thực vật có mạch trong họ Polypodiaceae. Loài này được (Vell.) de la Sota mô tả khoa học đầu tiên năm 2003.